# 遷移行列
遷移行列（T行列）は散乱理論において遷移振幅を与える行列である。
遷移行列は散乱振幅と深いつながりがある。

## 定義
散乱理論ではしばしば、シュレディンガー方程式を以下の積分方程式（リップマン-シュウィンガー方程式）に書き換えて問題を解く。
{\displaystyle |\psi ^{\pm }\rangle =|\phi \rangle +{\hat {G_{0}^{\pm }}}{\hat {V}}|\psi ^{\pm }\rangle \,}
ここで{\displaystyle |\phi \rangle }は入射状態、{\displaystyle |\psi ^{\pm }\rangle \ }は散乱状態（+は外向き、-は内向きを表す）、{\displaystyle {\hat {V}}}は散乱体との相互作用を表す演算子、{\displaystyle {\hat {G_{0}^{\pm }}}}は相互作用が無い状態のグリーン演算子である。
遷移演算子{\displaystyle {\hat {T}}}は、次のように入射状態{\displaystyle |\phi \rangle }と散乱状態{\displaystyle |\psi ^{\pm }\rangle \ }を結びつける演算子{\displaystyle {\hat {T}}}として定義される。
{\displaystyle {\hat {T}}|\phi \rangle ={\hat {V}}|\psi ^{\pm }\rangle }
よって遷移演算子を用いるとリップマン-シュウィンガー方程式は以下のように書き換えられる。
{\displaystyle |\psi ^{\pm }\rangle =|\phi \rangle +{\hat {G_{0}^{\pm }}}{\hat {T}}|\phi \rangle \,}
これはもはや積分方程式ではなく、右辺で未知なものは遷移演算子のみである。つまりリップマン-シュウィンガー方程式を解く代わりに遷移演算子{\displaystyle {\hat {T}}}を求めることで散乱状態が求められることになる。
遷移演算子を、相互作用領域への入射状態{\displaystyle |\phi \rangle }と散乱状態{\displaystyle |\psi ^{\pm }\rangle }を用いて行列表示したものを遷移行列{\displaystyle T\ }という。
よって行列要素は{\displaystyle \langle \psi ^{\pm }|{\hat {T}}|\phi \rangle }となる。

## 性質
リップマン-シュウィンガー方程式と遷移演算子の定義より以下の関係が得られる。
{\displaystyle {\hat {T}}={\hat {V}}+{\hat {V}}{\hat {G_{0}^{\pm }}}{\hat {T}}}
これは以下のように表すこともできる。
{\displaystyle {\hat {T}}={\hat {V}}+{\hat {V}}{\hat {G_{0}^{\pm }}}{\hat {V}}+{\hat {V}}{\hat {G_{0}^{\pm }}}{\hat {V}}{\hat {G_{0}^{\pm }}}{\hat {V}}+\cdots }
このような遷移演算子についての級数を、途中で打ち切ることをボルン近似という。たとえば1次のボルン近似では{\displaystyle {\hat {T}}={\hat {V}}}と近似する。